# Bruno Desrochers
Bruno Desrochers (* 17. April 1910 in Saint-Louis-de-Lotbinière, Lotbinière; † 6. Oktober 1976 in Sainte-Anne-de-la-Pocatière) war ein kanadischer römisch-katholischer Geistlicher.
Desrochers wurde am 30. Juni 1934 von Jean-Marie-Rodrigue Villeneuve zum Priester für das Erzbistum Québec geweiht. Papst Pius XII. ernannte ihn am 13. Juli 1951 zum Bischof von Sainte-Anne-de-la-Pocatière. Ildebrando Antoniutti, Apostolischer Delegat von Kanada, spendete ihm am 21. September 1951 in Sainte-Anne-de-la-Pocatière die Bischofsweihe. Mitkonsekratoren waren Alexandre Vachon, Erzbischof von Ontario, und Maurice Roy, Erzbischof von Québec. Am 24. Mai 1968 nahm Papst Paul VI. seinen Rücktritt als Diözesanbischof an und ernannte ihn zum Titularbischof von Zaba. Am 24. November 1970 gab er sein Titularbistum ab.
Desrochers nahm an der ersten, dritten und vierten Sitzungsperiode des Zweiten Vatikanischen Konzils als Konzilsvater teil.